# Vráble
Vráble (Hongaars:Verebély) is een Slowaakse gemeente in de regio Nitra, en maakt deel uit van het district Nitra.
Vráble telt 9390 inwoners.